# Live at Luna Park
Live at Luna Park é o sétimo álbum ao vivo da banda de Metal progressivo Dream Theater. Foi lançado em 5 de Novembro de 2013 pelo selo Eagle Rock Entertainment. O concerto foi filmado pela produtora Over The Edge Productions e dirigido por Mike Leonard. O álbum está disponível nos seguintes formatos: Blu-ray, em um Set com dois DVDs e um combo com três CDs (Disponível apenas na versão Deluxe).
O álbum demorou duas noites para ser gravado na casa de shows Luna Park, situada em Buenos Aires, Argentina. As versões em DVD e Blu-ray contém cenas de backstage. É o primeiro álbum ao vivo oficial, a exibir o baterista Mike Mangini, depois da saída do baterista-fundador Mike Portnoy, que deixou a banda em 2010.
Em Fevereiro de 2013, o Dream Theater lançou no YouTube, o trailer oficial de "Live at Luna Park". O concerto possui 180 minutos de duração, cenas com os fãs e cenas de backstage.

## Faixas[3]
A banda viajou durante 15 meses durante o ano de 2012, realizando concertos em 35 cidades, em prol da divulgação do álbum de estúdio A Dramatic Turn of Events. O set-list é baseado nas músicas contidas neste álbum.
1. "Bridges in the Sky"
2. "6:00"
3. "The Dark Eternal Night"
4. "This Is the Life"
5. "The Root of All Evil"
6. "Lost Not Forgotten"
7. "Drum Solo"
8. "A Fortune in Lies"
9. "The Silent Man"
10. "Beneath the Surface"
11. "Outcry"
12. "Piano Solo"
13. "Surrounded"
14. "On the Backs of Angels"
15. "War Inside My Head"
16. "The Test That Stumped Them All"
17. "Guitar Solo"
18. "The Spirit Carries On"
19. "Breaking All Illusions"
20. "Metropolis Pt. 1"

- Faixas bônus:
  1. "These Walls [*]"
  2. "Build Me Up, Break Me Down [*]"
  3. "Caught in a Web [*]"
  4. "Wait for Sleep [*]"
  5. "Far from Heaven [*]"
  6. "Pull Me Under [*]"
- Documentário
- Trailer
- Behind The Scenes
- Cartoon Intro

## Integrantes
- James LaBrie – vocais
- John Myung – baixo
- John Petrucci – guitarra
- Mike Mangini – bateria
- Jordan Rudess – teclados e Continuum